# IC 5109
IC 5109 је елиптична галаксија у сазвјежђу Индијанац која се налази на листи објеката дубоког неба у Индекс каталогу.
Деклинација објекта је - 74° 6' 42" а ректасцензија 21h 33m 42,7s. Привидна величина (магнитуда) објекта IC 5109 износи 13,7 а фотографска магнитуда 14,7. IC 5109 је још познат и под ознакама ESO 48-1, PGC 66963.